# Samuel M. Shortridge

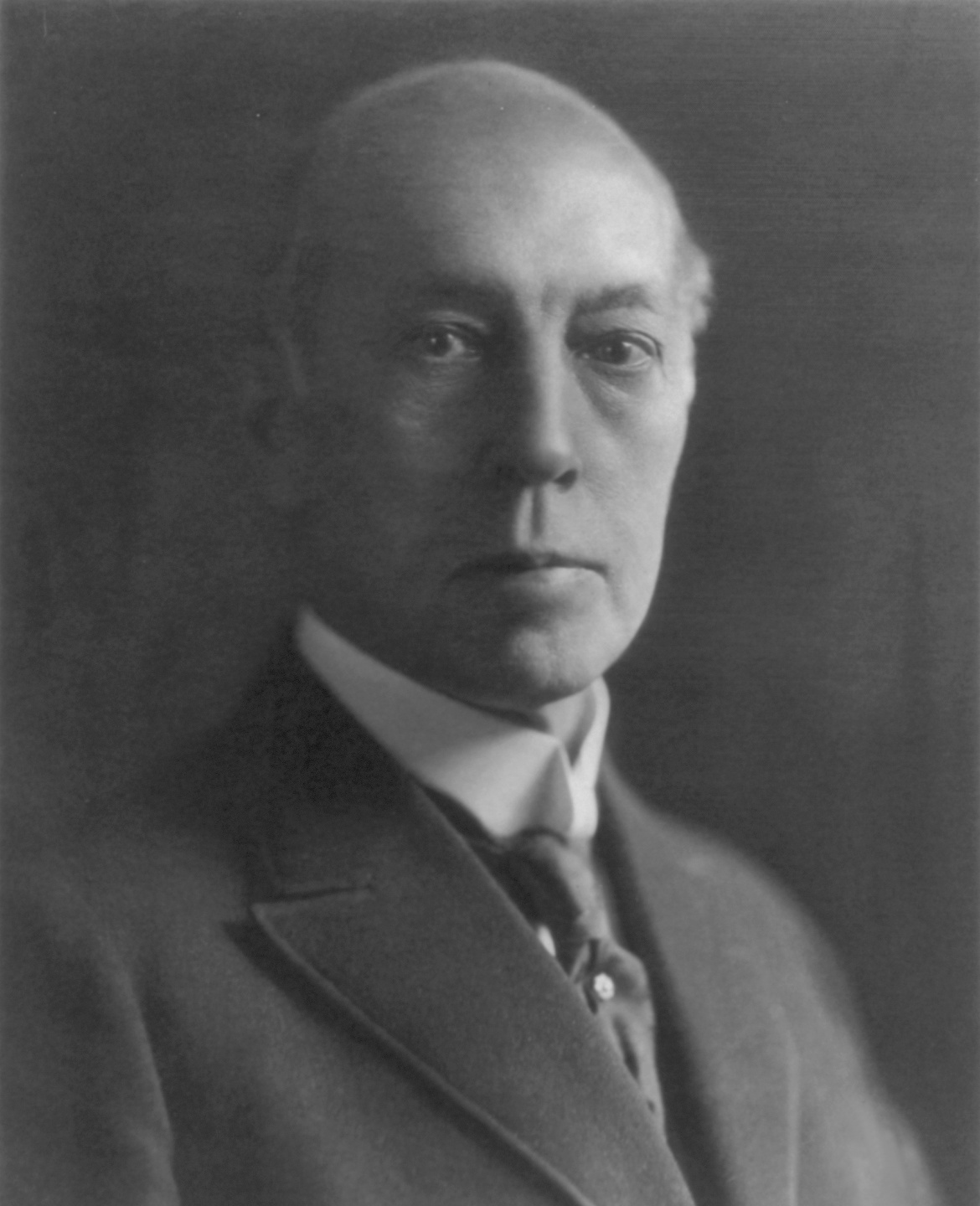
El senador Samuel M. Shortridge.

Samuel Morgan Shortrige (Mount Pleasant, Iowa, 3 de agosto de 1861 - Atherton, California, 15 de enero de 1952) fue un senador por California del Partido Republicano de los Estados Unidos. Era descendiente de Daniel Boone.
Nació en el estado de Iowa, pero en 1875 se instaló con su familia en San José (California). Estudió derecho en San Francisco, donde trabajó como abogado.
Fue elegido senador de Estados Unidos por el Partido Republicano en 1920, y reelegido en 1926, sin embargo no logró la reelección en 1932.
Falleció en Atherton (California) el 15 de enero de 1952, siendo enterrado en San José.